# أحمد البس
أحمد البس أو (الحاج أحمد البس) (1915 - 1992) هو أحد الرعيل الأول لجماعة الإخوان المسلمين ولد في قرية القضابة مركز بسيون بمحافظة الغربية بمصر. وكان عضوا بمجلس الشعب المصري في الدورة البرلمانية (1987-1990) وعضو الكتلة البرلمانية لنواب التحالف الإسلامي في تلك الدورة.

## تدرجه الوظيفي
- عمل مدرسا بوزارة التعليم المصرية.
- تدرج حتى صار مديرا لمدرسة.
- كان آخر وظائفه موجها بوزارة التعليم.

## العمل السياسي والعام
- التحق بجماعة الإخوان المسلمين عام 1939 م.
- اعتقل للمرة الأولى في فبراير 1949 م وقضى قرابة عام ونصف.
- اعتقل مرة ثانية في يناير 1954 م لمدة شهرين.
- أٌعيد اعتقاله فيما سمي بمحنة 54 واستمر لمدة 18 سنة.
- تولى رئاسة الجمعية التربوية الإسلامية.
- عضو مجلس الشعب (1987- 1990).

## أهم أعماله
- من خلال رئاسته للجمعية التربوية الإسلامية التي أنشاها الإخوان المسلمون للإشراف على المدارس التابعة لهم، قام بجهد تربوي كبير مازالت آثاره في تلك المدارس موجودة حتى الآن.
- كانت تجربة التحالف مع حزبي العمل والأحرار فيما سمي بالتحالف الإسلامي والذي حصد 56 مقعدًا من مقاعد البرلمان، من التجارب الناجحة للتحالفات السياسية. وكان لأحمد البس دورا ملحوظا في أداء نواب التحالف.

## من أشهر أقواله
هناك مقولة مشهورة للحاج أحمد البس تحققت لاحقا حيث قال: